# Museo diocesano (Feltre)
Il museo diocesano di Feltre è un museo d'arte sacra ospitato negli ambienti dell'antico palazzo vescovile, in via Paradiso.
Il vescovo Vincenzo Savio promosse il restauro del vescovado vecchio di Feltre per ospitarvi il museo diocesano, che venne inaugurato il 6 ottobre 2007 dal suo successore, il vescovo Giuseppe Andrich. Nel maggio 2018 è stato completato il restauro di tutte le sale, con l'inaugurazione e la benedizione del vescovo Renato Marangoni.

## Opere
Tra le varie opere esposte, custodisce un calice del VI secolo, un altare portatile del XII secolo, un reliquiario di Antonio di Salvi, una croce post-bizantina in legno di bosso intagliato del 1542, dipinti di Jacopo Tintoretto, Luca Giordano, Sebastiano Ricci, Federico Bencovich, Gaspare Diziani, Domenico Corvi, Antonio Balestra e sculture di Francesco Terilli, Giacomo Piazzetta, Andrea Brustolon. Dalla certosa di Vedana provengono tele e argenterie tramite un accordo con l'Ordine certosino e la diocesi di Belluno-Feltre.

## Galleria d'immagini

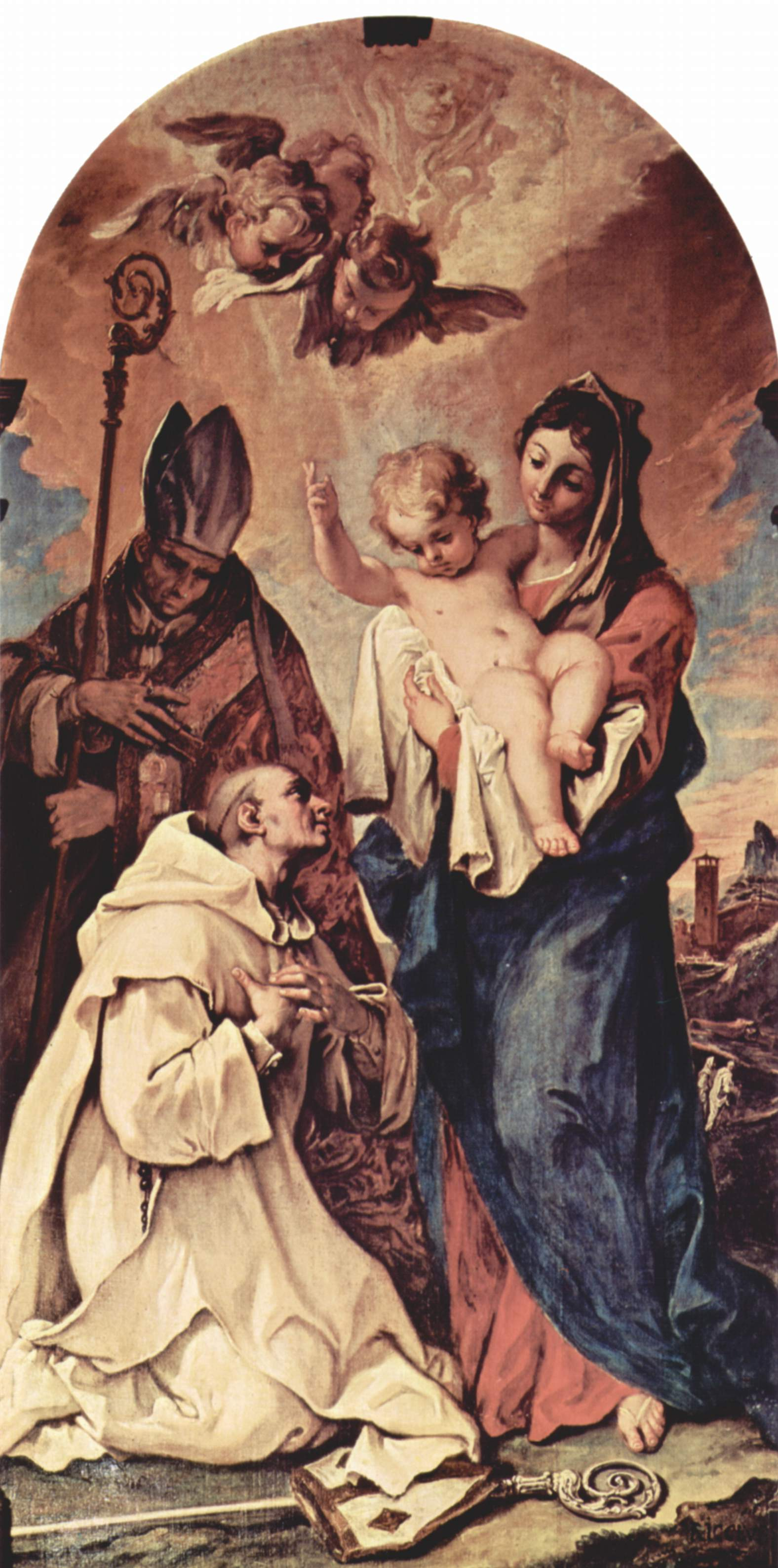
Una pala d'altare di Sebastiano Ricci proveniente dalla certosa di Vedana
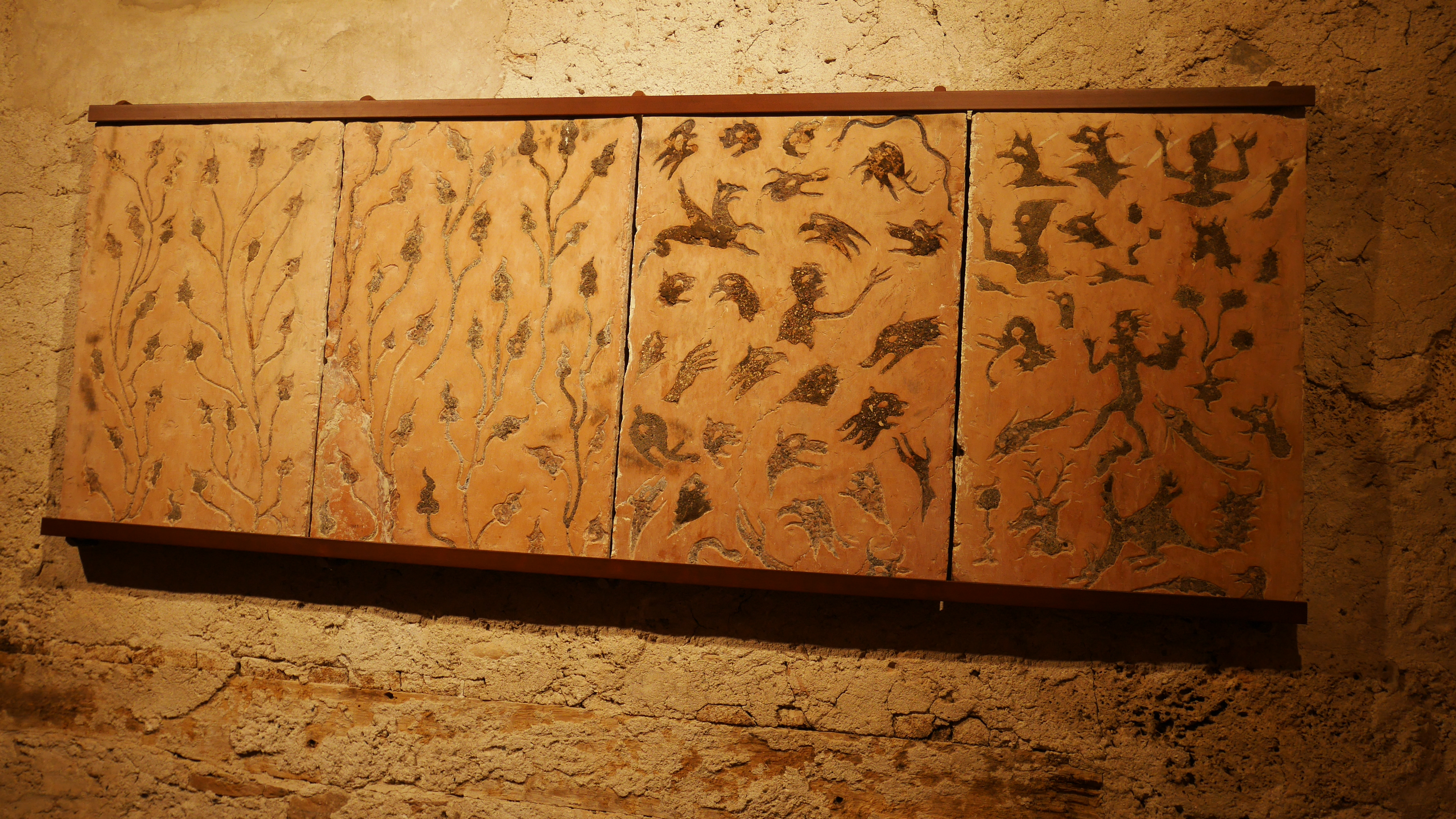
Enigma